# Salchipapas

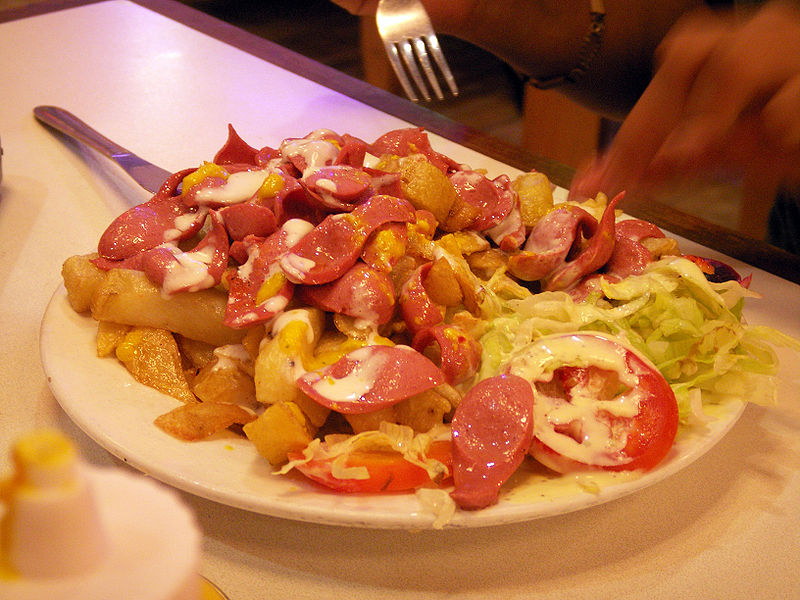
Un plat de salchipapas au Pérou.

Les salchipapas (mot-valise en espagnol formé de salchichas et papas, « saucisse » et « pommes de terre ») est un plat de restauration rapide originaire du Pérou, mais répandu dans beaucoup de cuisines d'Amérique latine.
C'est un plat composé de saucisses entières ou taillées en rondelles, accompagnées de pommes de terre frites et de diverses sauces. Comme d'autres recettes légères au Pérou, comme les empanadas et les traditionnels anticuchos, les salchipapas sont vendues jusqu'à une heure avancée de la nuit.

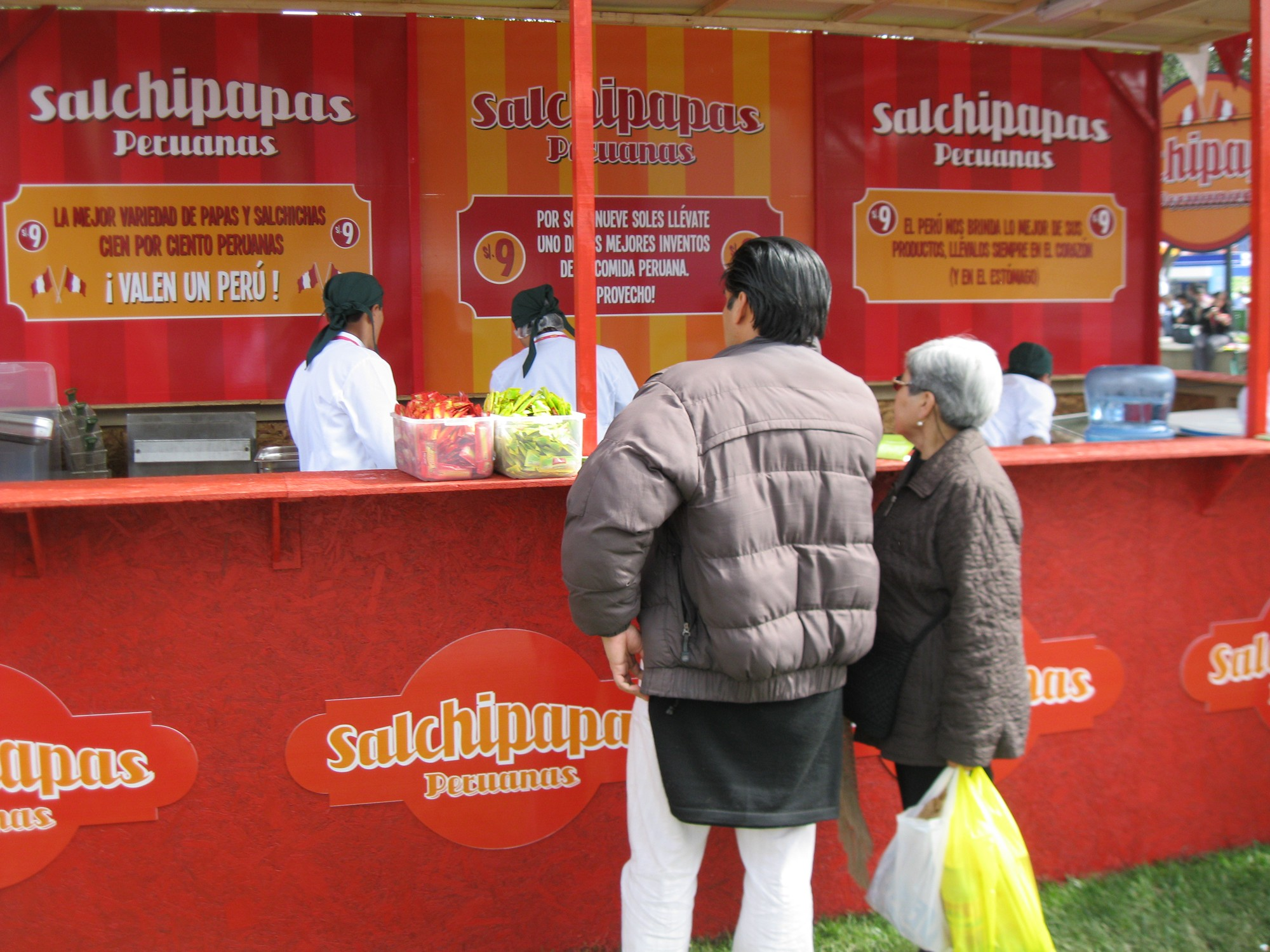
Stand de vente de salchipapas à Lima.

## Histoire
Les salchipapas sont originaires de Lima,, capitale du Pérou, et se sont répandues au fil des années dans d'autres villes du Pérou.
En Amérique latine, la popularité de ce plat s'est diffusée au-delà de la cuisine péruvienne et est maintenant typique également des cuisines équatorienne et bolivienne,.
L'aire de diffusion de ce plat continue de s'étendre grâce aux restaurants boliviens en Argentine et péruviens aux États-Unis et au Chili.
Il en existe une variante appelée choripapas (préparée avec du chorizo au lieu de saucisse) et au Mexique, il est connu sous le nom de salchipulpos.